# کریستوفر هوبنر
کریستوفر هوبنر (انگلیسی: Christopher Hübner؛ زادهٔ ۱۵ نوامبر ۱۹۸۶) بازیکن فوتبال اهل آلمان است.
از باشگاه‌هایی که در آن بازی کرده‌است می‌توان به باشگاه فوتبال دارمشتات ۹۸ و باشگاه فوتبال وهن ویسبادن اشاره کرد.